# Pierre Niney
Pierre Niney, född 13 mars 1989 i Boulogne-Billancourt, är en fransk skådespelare.
Niney har bland annat medverkat i filmerna Greven av Monte Cristo och Snön på Kilimanjaro. Han har även medverkat i TV-serien Fiasco.

## Filmografi (i urval)
- 2011 – Snön på Kilimanjaro (2011)
- 2024 – Fiasco (TV-serie)
- 2021 – Boîte noire
- 2024 – Greven av Monte Cristo